# Håkon Kornstad
Håkon Kornstad (* 5. April 1977 in Oslo) ist ein norwegischer Jazzsaxophonist.

## Leben und Wirken
Kornstad studierte Saxophon am Jazzkonservatorium von Trondheim. Dort gründete er mit Wetle Holte und Per Zanussi das Trio Triangle. Später kamen Erlend Skomsvoll und Live Maria Roggen hinzu, und die Band gab unter dem Namen Wibutee beim Bergen Nattjazz Festival 1998 ihr erstes bedeutendes Konzert.
Nach dem Studium kehrte Kornstad nach Oslo zurück, wo ihn Bugge Wesseltoft für sein Label Jazzland Recordings unter Vertrag nahm. Hier erschien 1999 sein erstes Album mit Wibutee, Newborn Thing. Daneben bildete Kornstad mit David Stackenäs und Ingar Zach das Trio Tri-Dim und trat seit 1999 mit Wesseltoft, mit Sidsel Endresen, Eivind Aarset und Anja Garbarek auf.
2001 trat er beim Molde International Jazz Festival im Kornstad Trio (Mats Eilertsen und Paal Nilssen-Love) mit Pat Metheny auf. 2002 erhielt er den Musikpreis beim Kongsberg Jazzfestival. Die mit der Auszeichnung verbundene Auftragskomposition wurde dort im Folgejahr mit dem Trompeter Axel Dörner aufgeführt und erschien 2004 als Album.
Außerdem arbeitet Kornstad seit 2000 im Duo mit dem Schlagzeuger Paal Nilssen-Love. 2003 nahm er mit dem Pianisten Håvard Wiik das Album Eight Tunes We Like auf. Ihr zweites gemeinsames Album The Bad and the Beautiful wurde 2006 für den Spellemannprisen nominiert. Er gab mehrere Konzerte in China und unternahm Tourneen durch Europa, die USA und Kanada.
Als Mitglied der Jazzland Community, einer Gruppe von Jazzmusikern des Jazzland-Labels tourte er mit Wesseltoft, Sidsel Endresen, Eivind Aarset, Marius Reksjø und Wetle Holte auf. 2007 erschien bei Jazzland sein Soloalbum Single Engine. In seinem Trio mit Frode Haltli am Akkordeon und dem Bassisten Mats Eilertsen tritt er auch als klassischer Tenorsänger auf.
Der wichtigste Jazzpreis Norwegens, der Buddyprisen, wurde ihm 2015 verliehen.

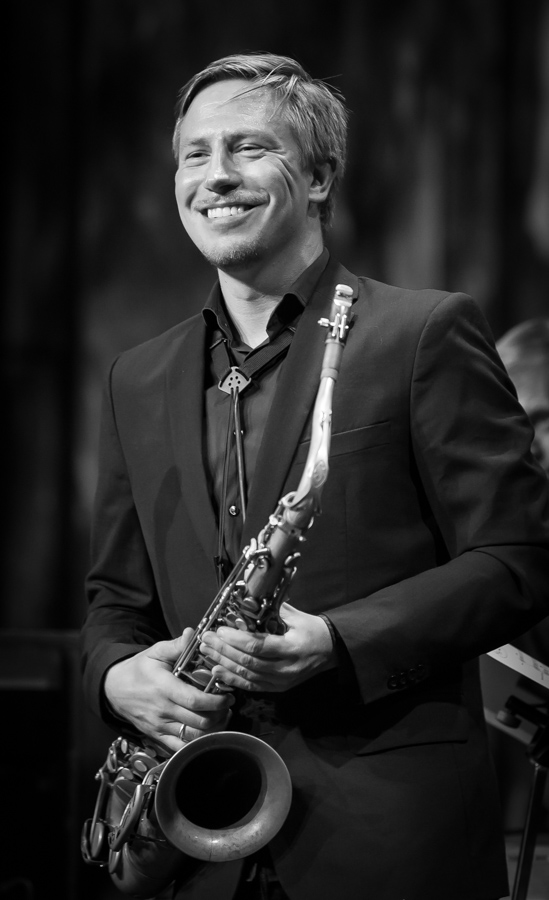
Håkon Kornstad, Oslo Jazzfestival 2016

## Diskographie (Auswahl)
- Tri-Dim: Tri-Dimprovisations 1 of 2, 1999
- Wibutee: Newborn Thing, 1999
- Wibutee: Eight Domstic Challenges, 2001[3]
- Tri-Dim und Barry Guy: 2 of 2, 2001
- Kornstad Trio: Space Available, 2002
- Schlinger (mit Paal Nielssen-Love), 2003
- Kornstad Trio: Live From Kongsberg, 2004
- Håkon Kornstad/Håvard Wiik Eight Tunes We Like, 2005
- Wibutee: Sweet Mental, 2006
- Håkon Kornstad/Håvard Wiik The Bad and the Beautiful, 2006[4]
- Jazzland Community, 2007
- Single Engine, Soloalbum, 2007
- Ingebrigt Håker Flaten & Håkon Kornstad Elise, 2008
- Dwell Time, Soloalbum, 2009
- Symphonies in My Head (Jazzland Records 2011)[5]
- Tenor Battle (2015)
- Out of the Loop (2020) solo
- Håkon Kornstad Trio: For You Alone (Jazzland Records 2021)[2]